# اعتلال العصب السمعي
اعتلال العصب السمعي (بالإنجليزية: Auditory Neuropathy)‏ هو اضطراب حاسة السمع يتميز بعدم وجود عائق لوصول الصوت إلى الأذن الداخلية ولكن الإشارات لا تنتقل من الأذن الداخلية إلى الدماغ. هذه الحالة تصيب الأشخاص بدون أن يكون لها ارتباط بعمر المصاب، فتصيب الرضع كما تصيب البالغين. عدد الأشخاص المصابين باعتلال العصب السمعي غير معروف بدقة، ولكن هذا الاعتلال مسؤول عن نسبة بسيطة فقط من حالات إصابات الصمم والإعاقات السمعية.
يتراوح تأثير اعتلال العصب السمعي على الأفراد المصابين ما بين عدم تأثر السمع وصولا إلى خسارة السمع بدرجات متفاوته تتراوح بين معتدلة وحاده، والمصابون بالعادة يعانون من عدم القدرة على إدراك الكلام. فعلى سبيل المثال، شخص مصاب بالاعتلال قد يكون قادر على سماع الاصوات، ولكنه سيواجه صعوبة بإدراك معنى الكلام وتميز الكلمات المنطوقة. فبالنسبة له ما سيسمعه هو أصوات متداخلة تخبو وتتضخم بصورة غير متزامنة مما يفقدها معناها المنطوق.
الأماكن المشتبهة بإصابتها في الجهاز السمعي
1. خلايا الشعيرات الداخلية الموجودة داخل القوقعة
2. نقاط الاشتباك العصبي ما بين خلايا الشعيرات الداخلية داخل القوقعة و العصب السمعي (العصب القِحْفِيَّ الثامن)
3. ورم في بداية العصب السمعي (العصب القِحْفِيَّ الثامن)

تشخيص مرض اعتلال العصب السمعي
يمكن تشخيص المرض باختبار سمع المريض عن طريق جهاز قياس انبعاث الصوت الناتج من الأذن الداخلية (Otoacoustic emissions) فاذا كانت النتيجة طبيعية فيقوم أخصائي السمع باختبار سمع المريض عن طريق جهاز قياس استجابة جذع الدماغ الكهربائية (Auditory brainstem response) للمؤثر الصوتي وينتج عادة تأخر في ظهور الموجات العصبية الثلاث مقارنة بالرسم البياني الطبيعي أو اختفائها مما يعني أن المريض مصاب بمرض اعتلال العصب السمعي.
- كثير من الدول العربية لا يلزم مستشفيات الولادة باختبار الأطفال سمعيا قبل خروجهم من المستشفى بينما هو إجراء ملزم في المستشفيات الأمريكية.